# 上馬努伊利夫卡
49°20′43″N 33°43′38″E / 49.34528°N 33.72722°E
上馬努伊利夫卡（烏克蘭語：Верхня Мануйлівка），是烏克蘭中部的村莊，隸屬波爾塔瓦州的克雷門丘克區。該村分別距離下馬努伊利夫卡1.5公里和皮斯基4公里，海拔高度73米，2001年人口586。